# Hermine Horiot
Hermine Horiot, née le  14 mai 1986 à Dijon (Côte-d'Or), est une violoncelliste française, lauréate de la Fondation Banque Populaire et du Festival Juventus.

## Biographie
Hermine Horiot est née le 14 mai 1986 à Dijon. Elle étudie le violoncelle dès l'âge de six ans, études qu'elles poursuit à quinze ans au Conservatoire national supérieur de musique de Paris,.
Elle se produit avec l'Orchestre national Bordeaux Aquitaine et l'orchestre de Bretagne en tant que violoncelle solo invitée, et travaille régulièrement au sein de l'Orchestre de Paris, l'Orchestre Philharmonique de Radio-France et l'l'Orchestre de Chambre d'Auvergne. Elle est invitée dans des festivals tels le festival 1001 Notes et le festival de Prades. Elle collabore avec des artistes comme Laurent Korcia, Cyprien Katsaris ou encore Ferenc Vinzi.
Elle joue sur un violoncelle Miremont de 1874,. 

## Discographie
- Romance Oubliée avec Ferenc Vizi[5],[6],[7]

## Concerts
- 28 avril 2016 au Théâtre de l'union - CDN LIMOUSIN[8]

## Récompenses
Hermine Horiot a obtenu le premier Prix du concours Vatelot-Rampal, elle est lauréate du Festival Juventus 2012 et de la « Fondation Banque populaire »,.